# تپه چشمه مهدی
تپه چشمه مهدی مربوط به عصر مس - عصر آهن - دوره اشکانیان و دوره ایلخانی ی است و در شهرستان ازنا، بخش جاپلق، دهستان چاپلق غربی، ۱/۵ کیلومتری جنوب غربی روستای آقایی واقع شده و این اثر در تاریخ ۲۲ آبان ۱۳۸۶ با شمارهٔ ثبت ۲۰۰۸۷ به‌عنوان یکی از آثار ملی ایران به ثبت رسیده است.